# Extraliv (TV-program)
Extraliv var ett TV-program om TV-spel och datorspel. Programmet började sändas under hösten 2004 i Mediteve, och flyttade sedan över till TV 400. Sista avsnittet sändes under sommaren 2006. Extraliv leddes av Susanne Möller och Anders Persson. Programmen producerades av Funkis Multimedia.
Under 2006 blev programmet anmält till Granskningsnämnden för radio och TV för att ha berättat om hur TV-spel kan byggas om, ”chippas”,  för att kringgå regionskodning och kopieringsskydd. Programmet friades.
Programmets signaturmelodi var Rydeen med Yellow Magic Orchestra.